# بژژنو (شهرستان تورونی)
بژژنو (به لهستانی:  Brzeźno) یک روستا در لهستان است که در گمینا لوبیچ واقع شده‌است. بژژنو ۳۷۰ نفر جمعیت دارد.